# 陣
陣（じん）は、朝廷において六衛府の武官が整列する場所。近衛府・兵衛府・衛門府が陣座（じんざ、仗座（じょうざ）とも）に詰めて交替で上番・勤務を務めた。これを陣直（じんちょく）と呼んだ。
近衛府の陣は、左近衛は、宜陽殿の南西の廂が日華門と繋がる場所、右近衛は、校書殿の南東の廂が月華門と繋がる場所に置かれた。左近衛陣座は、のちに紫宸殿の東北廊南面へ移された。
また、内裏に参内する公卿の待機場所としても用いられた。さらに近衛府の陣座の建物には、公卿の会議の場が移され、それが定番化した。そのため、こうした公卿達による国政議定の会議を陣定・陣儀などと称した。